# Gran Premio de Denain 2022
La 63.ª edición de la clásica ciclista Gran Premio de Denain fue una carrera en Francia que se celebró el 17 de marzo de 2022 sobre un recorrido de 200,3 kilómetros con inicio y final en la ciudad de Denain.
La carrera formó parte del UCI ProSeries 2022, dentro de la categoría 1.Pro, y fue ganada por el alemán Max Walscheid del Cofidis. Completaron el podio, como segundo y tercer clasificado respectivamente, el belga Dries De Bondt del Alpecin-Fenix y el francés Adrien Petit del Intermarché-Wanty-Gobert Matériaux.

## Equipos participantes
Tomaron parte en la carrera 20 equipos: 8 de categoría UCI WorldTeam; 8 de categoría ProTeam; y 4 de categoría Continental. Formaron así un pelotón de 130 ciclistas de los que acabaron 91. Los equipos participantes fueron:
| WorldTeams (8)- AG2R Citroën Team - Bora-Hansgrohe - Cofidis - Groupama-FDJ - Ineos Grenadiers - Intermarché-Wanty-Gobert Matériaux - Jumbo-Visma - UAE Team Emirates ProTeams (8)- Alpecin-Fenix - Arkéa-Samsic - Bardiani-CSF-Faizanè - B&B Hotels-KTM - Bingoal Pauwels Sauces WB - Sport Vlaanderen-Baloise - TotalEnergies - Uno-X Pro Cycling Team Equipos continentales (4)- Go Sport-Roubaix Lille Métropole - Nice Métropole Côte d'Azur - Saint Michel-Auber 93 - UC Nantes Atlantique |
| |

## Clasificación final
- La clasificación finalizó de la siguiente forma:[3]

| \| Clasificación general \| Clasificación general \| Clasificación general \| Clasificación general \| Clasificación general \| \| Ciclista \| Ciclista \| Equipo \| Tiempo \| \| \| --------------------- \| --------------------- \| ---------------------------------- \| --------------------- \| --------------------- \| \| 1.º \| Max Walscheid \| Cofidis \| 4 h 42 min 24 s \| \| \| 2.º \| Dries De Bondt \| Alpecin-Fenix \| + 0 s \| \| \| 3.º \| Adrien Petit \| Intermarché-Wanty-Gobert Matériaux \| + 0 s \| \| \| 4.º \| Pierre Barbier \| B&B Hotels-KTM \| + 0 s \| \| \| 5.º \| Marc Sarreau \| AG2R Citroën Team \| + 0 s \| \| \| 6.º \| Sandy Dujardin \| TotalEnergies \| + 0 s \| \| \| 7.º \| Amaury Capiot \| Arkéa-Samsic \| + 0 s \| \| \| 8.º \| Samuel Leroux \| Go Sport-Roubaix Lille Métropole \| + 0 s \| \| \| 9.º \| Robbe Ghys \| Sport Vlaanderen-Baloise \| + 0 s \| \| \| 10.º \| Bram Welten \| Groupama-FDJ \| + 0 s \| \| |                |                                    |                 |
| |                |                                    |                 |
| Fuente: ProCyclingStats |                |                                    |                 |
| Clasificación general |                |                                    |                 |
| Ciclista | Ciclista       | Equipo                             | Tiempo          |
| 1.º | Max Walscheid  | Cofidis                            | 4 h 42 min 24 s |
| 2.º | Dries De Bondt | Alpecin-Fenix                      | + 0 s           |
| 3.º | Adrien Petit   | Intermarché-Wanty-Gobert Matériaux | + 0 s           |
| 4.º | Pierre Barbier | B&B Hotels-KTM                     | + 0 s           |
| 5.º | Marc Sarreau   | AG2R Citroën Team                  | + 0 s           |
| 6.º | Sandy Dujardin | TotalEnergies                      | + 0 s           |
| 7.º | Amaury Capiot  | Arkéa-Samsic                       | + 0 s           |
| 8.º | Samuel Leroux  | Go Sport-Roubaix Lille Métropole   | + 0 s           |
| 9.º | Robbe Ghys     | Sport Vlaanderen-Baloise           | + 0 s           |
| 10.º | Bram Welten    | Groupama-FDJ                       | + 0 s           |

## Ciclistas participantes y posiciones finales
Convenciones:
- AB-N: Abandono en la etapa "N"
- FLT-N: Retiro por llegada fuera del límite de tiempo en la etapa "N"
- NTS-N: No tomó la salida para la etapa "N"
- DES-N: Descalificado o expulsado en la etapa "N"

## UCI World Ranking
El Gran Premio de Denain otorgó puntos para el UCI World Ranking para corredores de los equipos en las categorías UCI WorldTeam, UCI ProTeam y Continental. Las siguientes tablas son el baremo de puntuación y los diez corredores que obtuvieron más puntos:
| Posición              | 1.º | 2.º | 3.º | 4.º | 5.º | 6.º | 7.º | 8.º | 9.º | 10.º | 11.º | 12.º | 13.º | 14.º | 15.º | 16.º-30.º | 31.º-40.º |
| Clasificación general | 200 | 150 | 125 | 100 | 85  | 70  | 60  | 50  | 40  | 35   | 30   | 25   | 20   | 15   | 10   | 5         | 3         |

| Clasificación |                |                                    |         |
| Posición      | Ciclista       | Equipo                             | General |
| ------------- | -------------- | ---------------------------------- | ------- |
| 1.º           | Max Walscheid  | Cofidis                            | 200     |
| 2.º           | Dries De Bondt | Alpecin-Fenix                      | 150     |
| 3.º           | Adrien Petit   | Intermarché-Wanty-Gobert Matériaux | 125     |
| 4.º           | Pierre Barbier | B&B Hotels-KTM                     | 100     |
| 5.º           | Marc Sarreau   | AG2R Citroën                       | 85      |
| 6.º           | Sandy Dujardin | TotalEnergies                      | 70      |
| 7.º           | Amaury Capiot  | Arkéa Samsic                       | 60      |
| 8.º           | Samuel Leroux  | Go Sport-Roubaix Lille Métropole   | 50      |
| 9.º           | Robbe Ghys     | Sport Vlaanderen-Baloise           | 40      |
| 10.º          | Bram Welten    | Groupama-FDJ                       | 35      |